# Suối Khoang
Suối Khoang là một con suối đổ ra Sông Đà. Suối Khoang chảy qua các tỉnh Sơn La, Hoà Bình. Suối có chiều dài 30 km và diện tích lưu vực là 210 km² .

## Dòng chảy
Suối Khoang là lỗi biên tập của bản "Danh mục lưu vực sông liên tỉnh" . Không tìm thấy "suối Khoang" đổ vào sông Đà ở Sơn La .
Tại Hòa Bình có một "suối Khoang" ở xã Thượng Tiến huyện Kim Bôi  nhưng không qua Sơn La và không đổ vào sông Đà.